# استدراك
الاستدراك في اللغة طلب تدارك السامع. وفي الاصطلاح رفع توهم تولد من كلام سابق.
الفرق بين الاستدراك والإضراب أن الاستدراك هو رفع توهم يتولد من الكلام المقدم رفعا شبيها بالاستثناء، نحو: جاءني زيد لكن عمرو — لدفع وهم المخاطب أن عمرا جاء كزيد، بناء على ملابسة بينهما وملاءمة؛ والإضراب، هو أن يجعل المتبوع في حكم المسكوت عنه، يحتمل أن يلابسه الحكم وألا يلابسه، نحو: جاءني زيد بل عمرو، يحتمل مجيء زيد وعدم مجيئه. وفي كلام ابن الحاجب أنه يقتضي عدم المجيء قطعا.